# Tâb
Tâb er et brætspil fra Mellemøsten og Nordafrika muligvis beslægtet med det danske spil daldøs.
| Spil | Spire Denne artikel om spil eller lege er en spire som bør udbygges. Du er velkommen til at hjælpe Wikipedia ved at udvide den. |